# Bridgewater (Iowa)
Bridgewater és una població dels Estats Units a l'estat d'Iowa. Segons el cens del 2000 tenia 178 habitants.

## Demografia
Segons el cens del 2000, Bridgewater tenia 178 habitants, 87 habitatges, i 56 famílies. La densitat de població era de 237 habitants per km².
Dels 87 habitatges en un 17,2% hi vivien nens de menys de 18 anys, en un 52,9% hi vivien parelles casades, en un 4,6% dones solteres, i en un 35,6% no eren unitats familiars. En el 32,2% dels habitatges hi vivien persones soles el 17,2% de les quals corresponia a persones de 65 anys o més que vivien soles. El nombre mitjà de persones vivint en cada habitatge era de 2,05 i el nombre mitjà de persones que vivien en cada família era de 2,5.
Per edats la població es repartia de la següent manera: un 17,4% tenia menys de 18 anys, un 4,5% entre 18 i 24, un 20,2% entre 25 i 44, un 24,7% de 45 a 60 i un 33,1% 65 anys o més.
L'edat mediana era de 49 anys. Per cada 100 dones de 18 o més anys hi havia 93,4 homes.
La renda mediana per habitatge era de 30.536 $ i la renda mediana per família de 31.625 $. Els homes tenien una renda mediana de 27.188 $ mentre que les dones 20.417 $. La renda per capita de la població era de 18.780 $. Cap de les famílies i el 7% de la població estaven per davall del llindar de pobresa.

## Poblacions més properes
El següent diagrama mostra les poblacions més properes.